# MobiCart
MobiCart — це мобільна комерційна компанія, яка базується в місті Ньюкасл, Велика Британія.

## Історія компанії
Засновником і генеральним директором MobiCart є Володимир Баранов-Россіне (Wladimir Baranoff-Rossine). У 2010 році компанія вперше представила свою технологію на DEMO-конференції. Першим клієнтом стала європейська авіакомпанія Flybe. У 2011 році компанія отримала фінансування у $500,000 від Північно-Східного Ангел Фонду Фінанси для Бізнесу (Finance for Business North East Angel Fund). У 2012 MobiCart отримує додаткові $500,000 від Північно-Східного Бізнес Фонду (Business North East Proof of Concept Fund) і Йоркширської Асоціації бізнес-агентів. У тому ж році компанія підписала свого 11 000-го клієнта.

## Застосування MobiCart
Інтернет-магазини MobiCart можуть слугувати самостійними додатками без інтеграції з вебсайтами компаній, або можуть бути інтегровані в вебсайти компаній. Користувачі можуть самостійно налаштовувати та запускати  власні інтернет-магазини для мобільних пристроїв. Додавання більшої продукції, аніж це можливо потребує щомісячної абонентської плати, щоб зберігати магазин відкритим. У магазинах спочатку приймалась оплата від клієнтів через PayPal, перш ніж було укладено партнерство з компанією ZOOZ. У травні 2012 року компанія розширила своє програмне забезпечення, щоб включати в розробку додатки для Android і IOS-пристроїв. у 2012 році також запрацював HTML5 Web App, який дозволив використовувати його на мобільних пристроях наступного покоління. Компанія була лауреатом кількох премій за свої мобільні додатки.